# Lančov
Lančov är en ort i Tjeckien.   Den ligger i regionen Södra Mähren, i den sydöstra delen av landet, 160 km sydost om huvudstaden Prag. Lančov ligger 429 meter över havet och antalet invånare är 253.
Terrängen runt Lančov är huvudsakligen platt, men åt sydost är den kuperad. Runt Lančov är det ganska glesbefolkat, med 38 invånare per kvadratkilometer. Närmaste större samhälle är Moravské Budějovice, 16,4 km norr om Lančov. I omgivningarna runt Lančov växer i huvudsak blandskog.